# Cazadores Oscuros (saga)
Cazadores Oscuros (título original en inglés: Dark-Hunter) es una saga de novelas escrita por la autora estadounidense Sherrilyn Kenyon. La primera novela de la serie, Un amante de ensueño, fue publicada en el año 2002. El undécimo libro de la saga, Devil May Cry, se publicó en agosto de 2007 y alcanzó el número dos en la lista del New York Times best-seller de ficción.

## La Saga
La saga Dark Hunter es el comienzo de un universo donde múltiples series entrelazadas se unen para crear una gran historia épica.
1. Dark-Hunters (la saga principal)
2. Señores de Avalon
3. Crónicas de Nick (Chronicles Of Nick y Shadows of Fire)
4. Deadman's Cross.

### Las series dentro de la saga
Cada libro tiene protagonistas diferentes, los cuáles pueden pertenecer a cualquiera de los diferentes grupos de protectores inmortales.
1. Dark-Hunters: Guerreros inmortales que vendieron su alma a la Diosa griega Artemisa a cambio de un acto único de venganza después de ser asesinados a traición. A cambio ellos deben proteger el mundo de los Daimons, demonios que devoran almas humanas.
2. Were-Hunters: Cambiantes de Humano-Animal a Animal-Humano por el Rey Licaon. Pueden ser Arcadios y Katagarios. Los Arcadios y los Katagaria tienen designados soldados que luchan y protectores que vigilan a las mujeres y niños de la manada.
3. Dream-Hunters: Engendrados por los dioses de los sueños y las pesadillas, son los hijos de Mist (y a veces, de madres humanas). Tradicionalmente llamados Oneroi, son los que protegen a los humanos, Apolitas, e Inmortales mientras duermen. Son los Guerreros del Sueño. Los que luchan en contra de los Skoti Daimons que reducen drásticamente la energía, sueños y vida de las personas que duermen, además de suministrarles sueños altamente eróticos para atrapar sus fantasías.
4. Hellchasers: Son los soldados silenciosos, enviados para luchar contra el peor de todos los males y contra demonios tan aterradores que incluso el exorcista más valiente huiría. Cuando algo se libera de su infierno, son los enviados para recuperarlo, desterrarlo o matarlo. Liderados por el misterioso Thorn, son cambiaformas, demonios y otras almas que fueron condenadas por cualquiera por saber demasiado o estuvieron pisando en el camino equivocado... A veces, incluso peores que aquellos a los que persiguen.

## Novelas
Sinopsis de los libros en orden cronológico:

#### Amante de ensueño
Para Julián estar atrapado en un dormitorio con una mujer era algo maravilloso, pero estar atrapado en cientos de dormitorios durante más de dos mil años, no lo es. Y ser maldecido y encerrado en un libro para ser convocado como esclavo sexual, puede arruinar incluso a quien un día fuera un guerrero espartano. Pero cuando fue convocado para cumplir las fantasías sexuales de Grace, ella fue la primera mujer en la historia que lo vio como un hombre.

#### El Comienzo
Se trata de un relato corto escrito hace años por Sherri como una introducción al mundo Dark Hunter. La historia se encuentra en su totalidad en la actual novela "Aquerón".
El comienzo fue publicado originalmente en una revista de prensa pequeña llamada La Voz en 1990.

#### Dragonswan
El más joven del clan Were-Hunter de los dragones, Sebastian Kattalakis, fue exiliado de su patria después de la muerte de su hermana. Ahora, él camina como un Centinela solitario y proscrito. Aislado durante más de quinientos años, se mantiene alejado, pero todavía mantiene su juramento como Centinela. De hecho, es el más poderoso de todos ellos.
La primera vez que se publicó Dragonswan fue dentro de una antología titulada Taoestry en donde también colaboraban las autoras Lynn Kurland, Madeline Hunter y Karen Marie Moning. La ficha técnica original pertenece a esta edición, aunque la portada es de una edición posterior, en la que solo se publicaba este relato con el título de Dragonswan en el año 2005.

#### Placeres de la noche
Kyrian, príncipe y heredero de Tracia por nacimiento, es desheredado cuando se casa con una ex-prostituta contra los deseos de su padre. El bravo general macedonio, traicionado por la mujer a la que tanto ama, venderá su alma a Artemisa para obtener su venganza, convirtiéndose así en un cazador oscuro.
Amanda es una contable puritana que solo ansía una vida normal. Nacida en el seno de una familia numerosa y peculiar, tanto sus ocho hermanas mayores como su madre poseen algún tipo de don, una de ellas es una importante sacerdotisa Vudú, otra es vidente, y su propia hermana gemela es una caza-vampiros. Cuando su prometido la abandona después de conocer a su familia, Amanda está más decidida que nunca a separarse de sus estrambóticos parientes. Pero todo se vuelve en su contra y, tras hacer un recado para su gemela, se despierta en un lugar extraño, atada a un ser inmortal de dos mil años y perseguida por un demonio llamado Desiderius. Por desgracia para ellos, Desiderius y sus acólitos no son el único problema que deben enfrentar. Kyrian y Amanda deben vencer ahora la conexión que los une; un vínculo tan poderoso que hará que ambos se cuestionen la conveniencia de seguir juntos. Aún más, él sigue acosado por un pasado lleno de dolor, tortura y traición que le convirtió en un hombre hastiado y desconfiado. Cuanto más descubre de su pasado, más desea Amanda ayudarle y seguir con él y darle todo el amor que merece.

#### El abrazo de la noche
Talon fue un antiguo guerrero celta que mató al hijo del dios Camulus. Camulus maldice a Talon, decretando la muerte para todos los que amaba. Ahora vive como un Cazador Oscuro en la actual ciudad de Nueva Orleans. Talon conoce a Sunshine, quien es la clave para acabar con la maldición de una vez por todas. Por no hablar de ayudarle a salvar a Nueva Orleans de un antiguo dios empeñado en la destrucción total.

#### Amante Fantasma(Dentro de la antología Midnight pleasures)
Erin es una mujer que desde hace algún tiempo sufre terribles pesadillas en las que horribles criaturas parecen querer alimentarse de su fuerza vital. Sin embargo, una noche, en medio de uno de esos atroces sueños, un apuesto hombre con una brillante armadura cabalga a su rescate… pero, ¿realmente él es lo que aparente ser?
Guapo y sensual, el Dream Hunter V'Aidan, está rodeado por un aura de peligro y misterio… un espectacular amante salido de las sombras que, poco a poco, consigue llegar a su corazón. Pero, ¿es mortal o un dios de la antigüedad?, ¿un hechicero o una bestia mítica que puede llegar a poseer su alma?

#### Bailando con el diablo
Zarek nació siendo el hijo no deseado de una esclava griega y un senador romano. Momentos después de nacer, su madre lo entregó a un criado ordenando que lo matasen. El criado se apiadó del niño y se lo llevó a su padre, cuya reacción no fue muy diferente a la de la madre, de modo que Zarek se convirtió en el cabeza de turco de una noble familia romana. Criado como esclavo y habiendo sufrido constantes abusos toda su vida, Zarek jamás conoció la bondad humana. Nadie sabe cómo murió ni por qué cambió su alma, él guarda celosamente el secreto. No confía en nadie. Apenas se relaciona con otros cazadores oscuros y, cuando lo hace, siempre se muestra reacio y despreciable con ellos.
Debido a su firme negativa a seguir órdenes de cualquier tipo, Zarek es exiliado en las áridas tierras de Alaska, 900 años después regresa a la civilización por un tiempo pero logra cabrear tanto a Artemisa y Dioniso que éstos exigen su muerte.
El líder de los cazadores oscuros, Acheron, insiste en que tenga un juicio justo así que Astrid, la diosa de la justicia es enviada a decidir si el cazador tiene alguna cualidad a su favor que le redima. Para que nada influya en su decisión, Astrid es privada temporalmente del sentido de la vista.
Zarek disfruta molestando a todo el que se le pone por delante... lo que significa que la amable y dulce Astrid le tiene completamente desconcertado. Pero Astrid no pierde la calma por mucho que Zarek refunfuñe y enseñe los dientes.

#### La navidad de un Cazador Oscuro
Esta es la historia de una Navidad especial que cuenta con el gánster Gallagher y Simi, cuando Gallagher se marchó temporalmente a Nueva Orleans para ayudar en la batalla contra los Daimons.
NOTA. Escrito como un regalo para los fanes de la saga, apareció originalmente en la parte posterior de la primera edición de Bailando con el diablo. En España fue publicado en la parte posterior de la primera edición de El beso de la noche, pero es aconsejable leerlo antes, por eso lo posicionamos aquí entre el libro de Zarek y el de Wulf que sería su correcto orden de lectura original.

#### El beso de la noche
Hace siglos, se convirtió en inmortal cuando fue engañado por una cazadora oscura con la que mantuvo una breve aventura. Con la ayuda de su amante, el dios nórdico Loki, Morginne intercambió sus almas sin que él lo supiera, y Wulf se convirtió en un cazador oscuro al servicio de Artemisa, mientras que ella se convertía en humana. No contenta con esto, Morginne también le lanzó una maldición, la cual puede resultar muy útil, aunque sumamente irritante: la amnesia. Nadie recuerda a Wulf, incluso si te topas con él, a los cinco minutos se te habrá olvidado por completo que alguna vez le conociste. Este hecho es bastante satisfactorio si lo que estás buscando es un revolcón de una sola noche, pero hace muy complicado el poder mantener una relación estable, y sin el verdadero amor jamás podrá recuperar su alma.
Cassandra Peters es mitad humana y mitad apolita, una raza condenada a muerte por el dios Apolo al cumplir los veintisiete años, a menos que maten a un humano y le roben el alma, convirtiéndose así en Daimons. Ahora, a solo ocho meses de su veintisiete cumpleaños, ella sabe que su tiempo se agota. Y, por si fuera poco, existe una antigua leyenda en la que se dice que cuando el último descendiente de Apolo muera, la maldición sobre los apolitas cesará, y resulta que Cassandra es esa última descendiente, con lo cual muchos apolitas y daimons quieren matarla. Sin embargo, la verdad es mucho peor, y es que muchos no saben que si Cassandra muere, también lo hará el sol.
Una noche, Wulf acude en su rescate. Y, por primera vez, Cassandra conoce a un hombre que le hace desear todo aquello que no puede tener... amar a alguien y ser amada a su vez, y envejecer al lado de esa persona.
Juntos deberán enfrentarse a maldiciones, profecías, y la directa intromisión de los dioses griegos para encontrar la verdadera felicidad de una vez por todas.

#### El Juego de la Noche
Bride McTierney está harta de los hombres. Son mezquinos, egoístas y nunca aman a una mujer por lo que realmente es. Pero aunque se jacta de ser independiente, en el fondo anhela encontrar a su particular caballero de brillante armadura. Jamás esperó que su caballero tuviera un brillante... abrigo de piel.
Letal y torturado, Vane Kattalakis no es lo que aparenta ser. La mayoría de las mujeres se lamentan de que sus novios se comporten como auténticos perros. En el caso de Bride, el suyo es un lobo. Un Were-Hunter lobo. Vane, cuyos enemigos quieren verlo muerto, no está buscando pareja. Pero el destino ha querido que Bride sea la mujer destinada a ser su compañera. Ahora, tiene tres semanas para convencerla de que lo sobrenatural existe, ya que de lo contrario vivirá el resto de su vida como si estuviese ¡castrado!... algo que cualquier lobo que se precie no puede aceptar.

#### Nacida en Invierno(Dentro de la Antología Stroke Midnight)
Pandora Kouti tiene serios problemas. No solo es una mujer pantera, sino que además... ¡está en celo! Con lo cual atrae el peor tipo de atención posible. ¿Se atreverá a confiar su destino a su enemigo natural Dante Ponti?
Dante es el mayor de una camada de ocho Katagaria. Tiene un perverso sentido del humor y, tanto como pantera como hombre, es una criatura tranquila, aunque letal. No desea una compañera, pues ha sido testigo del horror que sobrevino a uno de sus compañeros de camada. En su lugar, dirige su popular club gótico, El infierno de Dante, que se rige por sus propias reglas. AVISO: Esto no es el Santuario, y Dante matará a cualquiera que amenace a su gente.

#### Disfruta de la noche
Valerius fue en la antigüedad un general romano que llevó a su ejército a la victoria. Llevar el mismo nombre que su abuelo provocaba temor y odio allá por donde iba. Pero eso era lo único que tenían en común; su abuelo fue uno de los hombres más crueles de su época, sin embargo el nieto posee un corazón bondadoso que nadie conoce en realidad. Y es esa bondad lo que condujo al asesinato de la única mujer a la que ha amado, y lo que le lleva a convertirse en un cazador oscuro.
Valerius no es un cazador oscuro demasiado popular entre los suyos debido fundamentalmente a dos razones: su origen romano es motivo más que suficiente para que los cazadores griegos le odien, y Val es demasiado consciente de su procedencia y educación aristocrática, lo que hace que llegue a resultar demasiado “estirado”. Ahora, Valerius se encuentra en una delicada situación. Se metió en medio de una pelea entre algunos daimons y una caza-vampiros y terminó siendo apuñalado por esta.
Tabitha Devereaux es una mortal que representa una nueva generación de caza-vampiros que ha demostrado su valía sin tener que vender su alma a cambio. Ella se toma muy en serio su trabajo. Por desgracia, durante la pelea, hiere a Valerius, y decide llevarlo a su casa, a pesar de saber que se trata del principal enemigo de su cuñado, Kirian. Pronto descubre que la frialdad del cazador es solo una fachada para ocultar su temor y dolor por el rechazo, y decide despojarle de la armadura que cubre su corazón.

#### Pecados de la noche
Traicionado brutalmente, Alexion es un hombre tranquilo que cree firmemente en el diálogo… pero sin olvidar llevar un buen palo en la mano. En realidad es el Ángel de la Muerte. Nadie quiere cruzarse con él en la oscuridad de la noche. De genio rápido, y brutalmente sincero, nunca toma prisioneros ni acepta la comprensión. Después de todo, no se puede hacer tratos con la mano derecha del diablo.
Según se dice, tiene inclinación por la ropa cara y las palomitas de maíz. A diferencia de la mayor parte de los Dark Hunters, su signo de identidad es un largo abrigo blanco. No tiene nada que esconder y se enorgullece de no ser lo que el resto de la gente espera. No hay nada que le guste más que la compañía de una mujer bien dispuesta y un poco de tiempo libre en su “trabajo”.
Implacable en sus veredictos, nadie puede detenerle... salvo quizá, esta vez, Dangereuse St. Richard. Porque Danger es un peligro y una distracción letal. Pero también la única mujer que, en más de doscientos años, ha atravesado la coraza de Alexion y a la que ahora él no puede ni quiere dejar escapar. Aunque su amor por ella se interponga con el deber.

#### Segundas Oportunidades
Esto es un manual de edición limitada de la serie en el que se incluye:
-Un relato nunca antes publicado de la serie en el que se nos presenta al apuesto Acheron, el líder de los Cazadores Oscuros.
-Un cuestionario de la autora.
-Un glosario de términos de los Cazadores.
-Varias biografías de personajes de la serie.
Este pequeño manual que contiene el relato de Second Chances, salió como una edición limitada que se regalaba junto con la compra de Pecados de la noche en su publicación inglesa.
Este relato también se ha incluido dentro del Manual del Cazador Oscuro y del libro Aquerón.

#### Desnuda la noche
Wren, un auténtico Katagaria, es un híbrido, la mezcla resultante entre una madre leopardo de las nieves y un padre tigre blanco. Como consecuencia de esto, Wren puede adoptar ambas formas a voluntad. Es una abominación a la que no debería habérsele permitido llegar al mundo. Cuando sus padres comenzaron a sospechar de sus poderes, su padre intentó matarle. Después de aquello, nadie sabe con certeza qué le sucedió a sus padres.
Debido a la brutalidad y a sus naturalezas extremadamente dominantes, tanto las ramas Katagaria del tigre blanco como del leopardo de las nieves se creen extintas. Muchos piensan que él es el último de ambas especies. Medio muerto, es llevado al Santuario cuando era apenas un cachorro. Los osos se compadecieron de él, pero según pasaban los años y crecía, van siendo más conscientes de sus poderes y su fuerza. Actualmente tiene unos cuarenta y cinco años, lo que en la edad de los humanos equivale a veintidós.
Un solitario redomado, es vigilado atentamente por todos los Peltiers que temen de lo que pueda llegar a ser capaz. Incluso Wren tiene miedo de sí mismo y de llegar a descubrir la verdadera ferocidad que yace en el corazón de la bestia. Por esta razón, ha jurado no emparejarse jamás y mantenerse apartado de todos... hasta que conoce a la mujer que puede hacer que olvide todas sus promesas.

#### La cara oscura de la Luna
Ravyn suele llevar el pelo largo, pero es muy conocida su manía de recogérselo cuando acecha a los Daimons y Katagaria. Se mueve entre la delgada línea que separa los dos mundos y no es aceptado en ninguno de ellos. Sensual y distante, evita las relaciones de cualquier tipo, a excepción de la físicas. A diferencia de otros cazadores oscuros, él no goza del beneficio de haber sobrevivido a los de su especie. De hecho, su padre y sus hermanos pequeños viven muy cerca de él, aunque debido a las leyes de los cazadores, jamás se relacionan. Por no mencionar el hecho de que su padre no solo le denunció frente a los suyos por convertirse en un Dark Hunter, sino que además le repudió. Es considerado como un “exoristos”, lo que impide que cualquier miembro de su clan pronuncie tan siquiera su nombre.
Cuando murió tenía seiscientos treinta y cinco años, aunque si te lo encuentras por la calle no aparenta más de treinta y tantos. Debido a las leyes que rigen a los Were-Hunters, nadie conoce lo que le hizo cruzar al mundo prohibido de los cazadores oscuros. Es algo de lo que se niega a hablar... aunque nunca nadie se lo ha preguntado.
Ningún cazador oscuro encuentra el amor con facilidad, como le ocurre a Ravyn, un cazador que puede cambiar de forma y que fue traicionado por su primera compañera. La mujer que ahora le interesa a nivel emocional, la periodista Susan Michaels, es alérgica a él, o más específicamente, a su forma de felino. Susan tampoco está precisamente entusiasmada de verse arrastrada a una guerra entre los cazadores oscuros de Seattle y una raza de Daimons ultrapoderosos. Aunque la sarcástica Susan sabe valerse por sí misma en un enfrentamiento cara a cara con los Daimons.

#### Un Duro día para el Investigador Nocturno(Dentro de la antología My Big Fat Supernatural Wedding)
Rafael era el hijo de un pirata y una esclava liberada que creció en el barco de su padre junto con algunos de los más famosos piratas de la historia. Fue el miembro más joven la "Brethren of the Coast" (una de las más importantes ligas de piratas) y siguió los pasos de su progenitor hasta que este fue asesinado. Entonces, Rafael juró vengarse. Uno por uno, fue tras todos los culpables y terminó con ellos... o eso creyó.
Una vez que terminó su particular vendetta, decidió retirarse y vivir con el amor de su vida, formando la familia que tanto ansiaba tener. Pero en su noche de bodas, uno de los piratas que creía haber exterminado regresó....
Y así fue como Rafael terminó al servicio de Artemisa.

#### Hasta que la muerte nos separe(Dentro de la antología Love at first bite)
Hace quinientos años el alma de Esperetta estaba unida a su marido por la fuerza de la magia oscura, y cuando Velkan se transformó en un Cazador Oscuro, ella, para su horror, también se convirtió en inmortal.
Ahora, ambos deben luchar de nuevo juntos frente a un antiguo y poderoso enemigo... y frente a la pasión que amenaza con consumirlos de nuevo.

#### Temor a la Oscuridad
Nick es el hijo bastardo de un delincuente y una bailarina de estriptis. Se crio en el club donde trabajaba su madre y en los bajos fondos de Nueva Orleáns. Su grupo de amigos pertenecía a la peor calaña de la ciudad... hasta que el Cazador Kyrian (Placeres de la Noche) le salvó de un fatal destino y le introdujo en el mundo de los Dark Hunters.
A partir de ese momento Nick vivió una existencia relativamente feliz con sus derechos y obligaciones como escudero, hasta aquel fatídico día en que como consecuencia de una noche loca y la pelea que tiene con su mejor amigo, Ash, se desencadena un horrible desenlace.
Es entonces cuando invoca a Artemisa, pero vuelve a ser traicionado.... Ahora, se ha convertido en un ser extraño. No se puede decir que sea un Dark Hunter, aunque tampoco se puede decir que no lo sea. A diferencia del resto de Cazadores, su alma está en manos de su mortal enemigo. Y no es que Nick tenga interés en su alma...

#### El cazador de sueños
Hace mucho tiempo, Arik fue uno de los Oneroi más poderosos. Su misión era la de la cazar y destruir a todos los Skoti que pudiese encontrar. Hasta la noche en que entró en los sueños de un humano embaucador. Los llamativos colores y la intensa pasión que sintió en esos sueños lo transformaron instantáneamente. Desgraciadamente, aquel humano murió al día siguiente.
En poco tiempo, Arik pasó de ser un "buen chico" a uno de los peores Skotos que el mundo jamás haya conocido. Durante miles de años, ha estado caminando por el lado oscuro, tratando de encontrar otra persona que pueda hacerle volver a experimentar esas sensaciones... y hará cualquier cosa para lograrlo. Cualquier cosa para detener el inmenso vacío de su existencia —incluso robar el alma de un humano y esclavizarlo en el Hades.
Megeara Kafieri vio como su padre se arruinaba y destruía su reputación tratando de demostrar que la Atlántida realmente existió. La promesa que le hizo en su lecho de muerte, le ha llevado a Grecia donde intentará probar de una vez por todas que la legendaria isla está exactamente donde su padre dijo que estaba. Pero la frustración y la mala suerte la persiguen allá donde va. Especialmente el día que encuentra a un extraño flotando en el mar, un extraño cuya cara ha visto muchas veces... en sus sueños.
Lo que Megeara no sabe es que Arik esconde mucho más que los antiguos secretos que pueden llevarle a encontrar la Atlántida. Él ha hecho un pacto con el Dios Hades: a cambio de pasar dos semanas como un humano, deberá retornar al Olimpo con el alma de un mortal. El alma de Megeara.
A pesar de la sociedad secreta que le sigue los pasos para arruinar su expedición y los misteriosos accidentes que ponen en peligro su vida, Megeara no ceja en su empeño. Sabe que está muy cerca de descubrir la Atlántida y, mientras lo logra, se topa por casualidad con la verdad acerca de lo que Arik realmente es.

#### El diablo puede llorar
Sin era el hijo del dios sumerio de la luna y la fertilidad. Disfrutaba inmensamente de sus privilegios como Dios, hasta que Artemisa –que quería robarle sus poderes– le convenció mediante engaños para que trabajara a su servicio. Lo siguiente que Sin supo es que se había convertido en un esclavo de la diosa griega.
Como os podéis imaginar Sin no está nada contento con su situación actual y no deja de soñar en el día en que recobre sus poderes y pueda ponerle la mano encima a esa asquerosa de Artemisa.
Entre sus pasatiempos favoritos se encuentran: planear formas de exterminar a Artemisa, practicar con el arco (con una diana muy parecida a la diosa) y mostrarle a los Daimons, en sus propias carnes, lo que hará con Artemisa el día que llegue su ansiada venganza.

#### La luna de la medianoche
Hubo un tiempo en que Aidan O’Conner fue una celebridad que daba todo de sí mismo, incluido su dinero, sin querer nada a cambio. Hasta que llegó un momento en que los que le rodeaban empezaron a tomar sin ni siquiera preguntar... y entonces la traición llegó desde todos los lados posibles... incluso desde sus más allegados. Ahora, Aidan es un hombre que no quiere saber nada de este mundo ni de nadie que forme parte de él.
Hasta la noche en la que encuentra en su puerta a una extraña a la que ha visto antes... en sus sueños.
Nacida en el Olimpo como una diosa, Leta no sabe nada acerca de los humanos. Pero ahora, un brutal enemigo la ha transportado del mundo de los sueños hasta la casa del único hombre que conoce. Sus poderes inmortales se alimentan de las emociones humanas y la ira y hostilidad de Aidan son justo el combustible que necesita para defenderse.

#### Manual Dark-Hunter
¿Alguna vez has querido entender el lenguaje de la Atlántida? ¿Quieres la guía para conocer todo el mundo que es el universo de Dark-Hunter? Entonces no querrás perderte esto.
Este es el manual oficial dado a todos los nuevos Dark Hunters una vez que cruzan la línea y que está lleno de tediosos detalles, incluyendo algunas golosinas nunca antes conocidas.
También incluye escenas eliminadas de las novelas, un extracto y tiene una sección completa sobre el modo de ser griego. También tiene entrevistas con Sherri, Acheron y Simi.

#### Atrapando un sueño
Xypher tiene de plazo un mes en la Tierra para poder redimirse mediante un buen acto; de lo contrario será condenado al tormento eterno en el Tártaro. Solo hay un pequeño inconveniente: Xypher solo puede sentir emociones a través de los sueños de otros, un castigo que los Dioses le infligieron antes de condenarle a muerte.
Simone Dubois es una investigadora forense con grandes dotes para realizar su trabajo. Todas aquellas personas que son asesinadas injustamente se le aparecen y la ayudan a encontrar las pruebas necesarias que las autoridades necesitan para encerrar a los criminales que acabaron con sus vidas. Pero cuando uno de esos muertos se levanta de la camilla y anda hacia ella, se queda absolutamente helada...
Ahora el destino del mundo depende de ella...
Por si no era suficientemente malo el hecho de que los muertos necesitaran su ayuda, ahora ese seductor Dream Hunter quiere que Simone le ayude a encontrar a un demonio que devora humanos... ¡¡¡literalmente!!!. El destino de la humanidad está en juego –lo mismo que su corazón.

#### Acheron
El dios del Destino Final y líder de los Dark-Hunter, Acheron, está acostumbrado a ser siempre el que da las órdenes... al menos en esta vida. No responde ante nadie y nadie le cuestiona.
Sí, claro... hasta que llega una mujer, Soteria, en una búsqueda prohibida que responde a un antiguo misterio que no aceptará un no por respuesta. Ni siquiera del mismísimo Acheron. A pesar de que él pone su reputación en entredicho y frustra sus intentos en todo momento, ella no dejará que la rechacen.
Pero cuando se ven amenazados por antiguos guardianes y viejos enemigos, su única esperanza es permanecer juntos o ser destruidos. El único problema es que Acheron no está seguro de poder confiar su pasado a nadie, pero tal como han predicho Las Parcas: " en tu pasado radica tu futuro".

#### El silencio de la noche
Stryker recuerda la noche en que su mundo entero se fue a la mierda. Cuando sus hijos fueron maldecidos a morir jóvenes y vivir en perpetua oscuridad. Incapaz de aceptar la crueldad de su padre, condujo a su gente hacia la salvación. Ahora, lidera una perpetua guerra contra la raza humana mientras trata de salvar a los Daimons y Apolitas, y nada le detendrá hasta que haga pagar a los humanos y vuelva a ver de nuevo la luz del día. Es un ser frío y duro. Nada ni nadie puede hacerle entrar en vereda.... ¿o sí?...
En navidades el infierno está a punto de desatarse... literalmente. Mientras los humanos vamos de compras, un cabreado señor del mal, Stryker, que comanda un ejército de demonios y vampiros planea terminar con todos y cada uno de sus enemigos, lo que es una muy mala noticia para todos nosotros porque la raza humana también va incluida en ese pack. Pero mientras Stryker congrega todas sus fuerzas y cree que nada ni nadie podrá detenerlo, descubre a un hijo del que no conocía su existencia, aparece una antigua ex, Zephyra, que está dispuesta a aniquilarle tal y como él planea acabar con nosotros, y reaparece uno de sus peores enemigos.

#### A la sombra de la luna(Dentro de la antología Deat after Dark)
Fury es fruto de una mujer y un hombre que se odian profundamente. Ella, arcadiana; él, katagario. Fue criado por su madre, pues ella creía que Fury sería su precioso hijo Aristos -su furiosa venganza contra los katagaria que tan brutalmente la trataron a ella y a su clan. Sin embargo, cuando Fury alcanzó la pubertad y obtuvo sus poderes como were-hunter, se transformó de un arcadiano a un katagaria -algo que trató de ocultar a toda costa... hasta que alguien muy cercano, su hermano, le traicionó, y entonces toda su familia trató de matarle.
Pero Fury siempre ha sido un superviviente. Letal, impredecible y fiero. Una vez que abandonó Inglaterra, encontró a la gente de su padre, donde fue mucho más cauteloso, sin contarle a nadie cuál era su verdadera ascendencia. Pero cuando sus hermanos Fang y Vane supieron de él, lo aceptaron. Ahora, está al mando de la gente de su padre. Pero el liderazgo siempre tiene un precio e implica tener unos cuantos enemigos letales que no se detendrán hasta asesinarlo.
Y ahora esa guerra ha llegado hasta el umbral de su puerta y es una amenaza no solo para los suyos sino para el Santuario, y la única manera que tiene Fury de salvar a su gente es confiando en la mujer que una vez le traicionó.
Angelia ha dedicado toda su vida a hacerse cada vez más fuerte. Y ahora, se reencuentran siendo ella... hasta que el cazador termina siendo cazado, y la única forma que tendrá de sobrevivir será confiando en el lobo que precisamente ha jurado matar.

#### El Guardian de los sueños
Somos los Dolophoni. Diligentes. Vigilantes. Feroces e ineludibles. Sirvientes de las Furias, somos la mano derecha de justicia y nadie permanece ante nosotros.
Hijo de la Guerra y el Odio, Cratus pasó la eternidad luchando para los antiguos dioses que le dieron la vida. Él es la muerte para cualquiera que se cruce con él. Hasta el día en que baja sus armas y se desvanece en el exilio.
Ahora un antiguo enemigo ha sido liberado y nuestros sueños son su campo de batalla. La única esperanza que tenemos es el único dios que juró no volver a luchar jamás.
Como una Dream-Hunter, Delphine ha pasado la eternidad protegiendo a la humanidad de los predadores que cazan en nuestro sueño. Pero ahora sus aliados se han vuelto contra ellos, ella sabe que para sobrevivir, los Dream-Hunter necesitan un nuevo líder. Alguien que pueda entrenarlos para luchar contra sus nuevos enemigos. Cratus es su única esperanza. Pero ella está ligeramente resentida de que él haya bajado sus armas.
El tiempo corre, y si ella no puede ganarle para su causa, la humanidad será masacrada y el mundo que conocemos dejará de existir.

#### Donde los Angeles temen aventurarse(Dentro de la antología Blood Lite)
En este relato Sherrilyn Kenyon convertirá a un aburrido oficinista en un ángel destructor de demonios.
NOTA. Este relato no tiene absolutamente nada que ver con el orden o los hechos de la saga, aquí como dato curioso conoceremos a Zeke, un personaje que más tarde aparecerá en Bad moon rising.

#### La noche de la luna negra
En el mundo de los Were-Hunters rige una regla muy clara: las especies no pueden mezclarse y mucho menos enamorarse. Pero desde el momento en que Aimee Peltier tocó a ese lobo herido, su corazón dejó de escuchar a su cabeza.
Fang Kattalakis no es un lobo cualquiera, es el hermano de Vane y Fury, dos de los miembros más poderosos del Omegrion: el consejo que gobierna y hace las leyes de los licántropos y el resto de weres. Sus hermanos son los representantes de los lobos y la madre de Aimee la que representa al clan de los osos. No hay forma alguna de que puedan terminar juntos y ambos lo saben. Pero cuando la guerra llega al Santuario, el local que regenta la familia de Aimee, todos tienen que elegir el bando para el que van a luchar y los enemigos se verán obligados a forjar extrañas alianzas. Y cuando Aimee es acusada de traicionar a su gente, su única esperanza será el único hombre que cree en ella. Y Fang, para salvarla, tendrá que romper las leyes de los suyos y la fe que en él han depositado sus hermanos.

#### Un amor despiadado
El Were-Hunters Dev Peltier creía que lo sabía todo. Hasta que una noche una Cazadora Oscura, que también resultó ser una de los miembros oficiales de los "Perros de la Guerra", entró en su bar. Y entonces Dev se dio cuenta de que quizás había encontrado la horma de su zapato.
Samia Savage, "Sam", era una de las más feroces amazonas de su tribu, hasta que un brutal acto de traición la metió en el mundo de los Cazadores Oscuros y desde entonces se ha pasado la vida cabreada.
Vive deprisa, pelea duro y disfruta la noche. Ese es su credo. Pero mientras los viejos y nuevos enemigos se trasladan a Nueva Orleans, se dará cuenta de que quizás Dev sea la única esperanza que tienen ella y la humanidad de salvar el mundo.

#### Sed de Venganza
Pistolero a sueldo, Jess Brady vivió su vida con un pie en la tumba. Creía que cada vida tiene un precio. Hasta el día en que encontró una razón para vivir. En un único acto de brutal traición, lo perdió todo, incluyendo su vida. Traído de vuelta por una diosa Griega para ser uno de sus Dark-Hunters, dio su alma inmortal a cambio de venganza y juró que pasaría la eternidad protegiendo a los humanos que una vez consideró presas.
Habiendo quedado huérfana de niña, Abigail fue recogida por una familia de vampiros y criada en la creencia de que los Dark-Hunters eran el mal que hacía presa tanto de su gente como de la humanidad y que debían ser destruidos. Protegiendo a su raza adoptiva, ella se ha pasado la vida eliminando Dark-Hunters y entrenando para el día en que se encontrara con el hombre que asesinó a su familia: Jess Brady.
Un arma en la mano es mejor que dos en las pistoleras…
Jess había sido designado a encontrar y exterminar a la criatura que estaba matando a los Dark-Hunters. Lo último que él esperaba encontrar era un rostro humano detrás de los asesinatos, pero cuando ese rostro trajo consigo tal semejanza a uno el cual había asesinado hacía siglos, él supo que algo malo vendría. También sabía que no había sido él quien había matado a sus padres. Pero Abigail se niega a creer la verdad y está decidida a verle muerto de una vez y por todas.
Unidos por un enfadado dios y perseguidos por antiguos enemigos que quieren matarlos a ambos, deben encontrar una manera de vencer su mutuo odio u observar como uno de los oscuros poderes se alza y mata a las dos razas que ambos han jurado proteger.

#### El Guardian
La Dream-Hunter Lydia ha sido encargada con la más sagrada y peligrosa de las misiones: Descender en el Reino Inferior y encontrar al perdido dio de los sueños antes que el traicione los secretos que podrían matarla a ella y a su raza. Lo que ella no espera es ser tomado prisionera por el más perverso de los guardianes del Reino...
El tiempo de Seth está acabando. Si el no puede pasar la entrada al Olimpo, su propia vida y la de su pueblo se perderá. No importa la tortura, Seth no ha podido vencer al dios que lo custodia.
Y es que ahí estaba la bella Dream Hunter Lydia: Ella no solo está custodiando las puertas del Olimpo--Ella está conteniendo una de las fuerzas más oscuras. Si ella falla, una antigua maldición rondará la Tierra una vez más y nadie estará a salvo.
Pero la maldad es siempre seductora...

##### Redención
Esta es una escena extra del libro The Guardian que Sherrilyn regaló a sus lectores un mes después de la publicación del libro.
Esta escena es recomendable leerla después del libro, ya que cronológicamente se encuentra ubicada entre el capítulo 19 y el epílogo...

#### Tiempo Sin Tiempo
Los mayas no son los únicos que tienen una profecía del 2012 ...
Mucho antes que la misma historia, existía un guerrero tan temido que todo el mundo temblaba ante su ira. Solo una traición brutal por el más cercano a él pudo derrotarlo. Pero ni siquiera la muerte era el final de un hombre tan fuerte.
El tiempo final se acerca ...
Kateri Avani ha estado plagada toda su vida con sueños que ella no puede entender. Imágenes de lugares a los que nunca ha ido, y de un hombre que jamás ha visto. Su búsqueda de respuestas la han llevado a Las Vegas en donde espera finalmente silenciar a los demonios en su mente.
Lo que nunca había anticipado era encontrarse cara a cara con el guerrero que la había perseguido durante toda su vida.
Ren Waya ha regresado de entre los muertos para mantener la profecía ...

#### Styxx
Justo cuando pensabas que el fin del mundo había acabado...
Siglos atrás, Acheron protegió a la raza humana encarcelando una antigua inclinación del mal en la destrucción absoluta. Ahora el mal se ha desatado y está en busca de venganza.
Como el doble de Acheron, Styxx no siempre ha estado del lado de su hermano. Han pasado más siglos luchando que protegiéndose las espaldas. Ahora Styxx tiene la oportunidad de demostrar la lealtad a su hermano, pero solo si él está dispuesto a cambiar su vida por la de Acheron.
Bethany nació para enderezar el mal que dejó a su familia en prisión para la eternidad. Ahora que ella está fuera, nada la impide cumplir con el trato que los liberó. Debe obtener la vida del último Atlante restante y no fallará. Pero las cosas nunca son lo que parecen y Acheron ya no es el último de su linaje.
Styxx y Acheron deben dejar de lado su pasado y aprender a confiar el uno en el otro o más seres sufrirán.
Sin embargo, es difícil arriesgar su propia vida por alguien que una vez trató de obtener la tuya, aun cuando se trata de su propio gemelo, y cuando las lealtades están sesgadas y ya no puedes confiar, ni siquiera en ti mismo, ¿cómo encontrar un camino de regreso de la oscuridad que quiere consumir todo el mundo? ¿Una que quiere empezar por devorar tu alma?

#### Dark Bites
Recopilatorio de todas los relatos cortos de los Cazadores Oscuros
En esta se incluien:
1. Amante Fantasma / Phantom Lover (V’Aiden)
2. Nacida en invierno / Winter Born (Dante)
3. La Navidad de un Cazador Oscuro / A Dark-Hunter Christmas (Gallagher)
4. Until Death We Do Part (Velkan)
5. Un duro día para un investigador nocturno / A Hard Day’s Night Searcher (Rafael)
6. A la sombra de la luna / Shadow of the Moon (Fury)
7. Donde los ángeles temen aventurarse / Where Angels Fear to Tread (Zeke)
8. Temiendo la oscuridad / Fear the Darkness (Impresa por primera vez)
9. House of the Rising Son (Impresa por primera vez)

Además también hay dos historias más sin relación con la saga.
1. Love Bytes
2. Santa Wears Spurs

#### Hijo de Nadie
No es una broma personal que la vida sea fácil, pero Josette Landry ha tenido una paz inestable con la bestia. La vida continuará lanzando todo lo malo que tiene para ella, y ella seguirá sin poner la cabeza en un horno. Pero eso está bien. Lo que no mata su voluntad solo requiere de unas pocas horas de locura mental. Completamente sin suerte, Josette toma un trabajo con un grupo local paranormal tratando de conseguir su propio programa por cable como fotógrafa y operadora de cámara. Sí, están aún más locos que ella. La única cosa paranormal en la que cree es en el milagro que la mantiene oxidada para irse corriendo. Pero cuando el grupo libera accidentalmente algo realmente malo en el mundo, se ven obligados a recurrir a refuerzos.
Desde el momento en que Josette conoce a Cadegan, sabe que algo en él no está del todo bien. Y no es solo porque ella no pueda ni siquiera comenzar a pronunciar su apellido: Maboddimun. Misterioso y armado como un sarcasmo letal, parece mucho más viejo de lo que su edad aparenta.
Hace siglos, Cadegan vendió su alma por la venganza contra el traidor que lo maldijo. Forzado contra su voluntad de hacer el bien, odia todo en la vida. Todo lo que quiere es una salida. Sin embargo, para los condenados solo hay sufrimiento eterno. Pero hay algo que Josette que lo intriga tanto como lo irrita y lo frustra. Algo con lo que parece no puede luchar, y la última vez que se sintió así por una mujer, le costó el alma.
Él sabe que tiene que mantenerse alejado de ella, pero el mal que sus amigos desataron, está empeñado en consumir su almo. Algo que no se puede permitir. Si toma una más inocente, será devuelto a una prisión inimaginable que hace que el aspecto actual del Infierno se vea como el Paraíso. Pero, ¿cómo puede mantenerla a salvo cuando el estar con ella es la amenaza más grande de todas?

#### El Estigma del Dragón
De todos los misteriosos pensionistas que llaman hogar al Santuario, nadie es más asocial o retirado que Maxis Drago. Pero quizás, es difícil mezclarse con el mundo moderno cuando se tiene una envergadura de cincuenta pies. Siglos atrás, fue maldecido por un enemigo que juró verlo caer. Un enemigo que tomó todo de él y lo dejó para siempre aislado. Pero el destino es una zorra, con un sentido de humor travieso. Y cuando ella lanza juntos a antiguos enemigos y amenaza a la esposa que pensó hace siglos había muerto, regresa con una venganza. En la actualidad New Orleans se ha convertido en un campo de batalla para el mayor de los males. Y dos dragones mantendrán la línea, o irán abajo a las llamas.

#### La Marca del Dragón
Hace siglos, Illarion fue traicionado, un dragón hecho humano contra su voluntad, y luego obligado a servir a la humanidad como montura de su ejército, para pelear por ellos en sus guerras barbáricas, incluso cuando odiaba todo de ellos. Esclavizado y separado de todos a los que conocía, incluso de su clan de dragones, se le forzó a vivir en el exilio en una dimensión fey donde perdió lo único que realmente había amado. 
Ahora tiene una oportunidad de recuperar lo que perdió, de tener lo que más quiere. Pero solo si entrega a sus hermanos y rompe sus juramentos más sagrados. Y aun así, lo que más lo aterroriza no es el precio de su felicidad, si no que en su corazón de dragón hay suficiente parte humana como para pagar ese precio y traicionar a todos y a todo y así ver al mundo arder en llamas y a los clanes de were-hunters caer, por sus propios deseos egoístas.

## Relatos cortos
1. El Inicio (relato corto de Acheron).
2. Dragonswan.(Sebastian y Channon Macrae)
3. Y los incluidos en la lista dentro de las Antologías

## Manga
- Los cazadores oscuros V.1 (Kyrian)[3]
- Los cazadores oscuros V.2 (Kyrian)
- Los cazadores oscuros V.3 (Talon)
- Los cazadores oscuros V.4 (Talon)